# Циан (вещество)
Циа́н (дициа́н, цианоге́н, устар. синерод), (CN)2 — динитрил щавелевой кислоты, бесцветный чрезвычайно токсичный и огнеопасный газ с резким неприятным запахом; температура плавления tпл = −27,8 °C; температура кипения tкип = −21,15 °C; ограниченно растворим в воде, лучше — в спирте, диэтиловом эфире, уксусной кислоте.

## Химические свойства
При длительном нагревании (400 °C) превращается в аморфный полимер — парациан (CN)x: (x = 2000—3000), который при 800 °C полностью деполимеризуется. Для циана характерны т. н. псевдогалогенные свойства: подобно галогенам (хлор, бром) он взаимодействует с водными растворами щелочей:
{\displaystyle {\mathsf {(CN)_{2}+2KOH\rightarrow KCN+KCNO+H_{2}O}}}
Горит на воздухе пламенем светло-фиолетового цвета. При сгорании в чистом кислороде температура пламени может превышать 4500 °C.
{\displaystyle {\mathsf {(CN)_{2}+2O_{2}\rightarrow 2CO_{2}\!\uparrow +N_{2}\!\uparrow }}}

## Получение
- Получают в промышленности каталитическим окислением синильной кислоты:

- кислородом в присутствии серебряного катализатора:

{\displaystyle {\mathsf {4HCN+O_{2}\ {\xrightarrow {Ag}}\ 2(CN)_{2}+2H_{2}O}}}
- хлором на активированном угле:

{\displaystyle {\mathsf {2HCN+Cl_{2}\ {\xrightarrow {C}}\ (CN)_{2}+2HCl}}}
- диоксидом азота:

{\displaystyle {\mathsf {2HCN+NO_{2}\rightarrow (CN)_{2}+NO+H_{2}O}}}
- В лаборатории получают окислением цианидов двухвалентной медью Cu (II) в водных растворах:

{\displaystyle {\mathsf {4CN^{-}+2Cu^{2+}\!\rightarrow (CN)_{2}+2CuCN}}}
Реакция протекает аналогично взаимодействию двухвалентного катиона меди с иодид-ионом до образования I2 + CuI
- Взаимодействие простых веществ. Реакция протекает под действием электрического разряда:

{\displaystyle \ \ \ \ {\mathsf {2C+N_{2}\rightleftarrows C_{2}N_{2}}}}
- Дегидратацией амида щавелевой кислоты (CONH2)2

{\displaystyle \ \ \ \ {\mathsf {H_{2}NOC-CONH_{2}\rightarrow (CN)_{2}+2H_{2}O}}}
- Образуется при пиролизе азотсодержащих органических соединений и поэтому в малых количествах содержится в коксовом и доменном газах.

## Нахождение в природе
Циан спектроскопически обнаружен в кометах, в том числе на межзвёздной комете 2I/Borisov, а также в атмосфере Титана.

## Применение
Используется в органическом синтезе (получение оксамида) и сваривании металлов.
В 1824 году немецкий химик Фридрих Вёлер получил из дициана и воды щавелевую кислоту.

## Биологическое действие и безопасность
- Дициан чрезвычайно ядовит, однако по токсичности уступает синильной кислоте (фактор от 2 до 10) и её солям, которые называются цианидами. Граница восприятия человеком характерного запаха «миндаля» лежит значительно выше, чем у синильной кислоты, тем не менее циан является очень опасным газом. Вначале происходит резорбирование циана организмом и последующий распад С-С связи. Механизм его токсического действия похож на механизм действия синильной кислоты: блокада трёхвалентного железа в системе клеточного дыхания (Цитохром с-оксидазы) и, как следствие, «удушье» на клеточном уровне.
- Горюч, легко воспламеним, образует с воздухом взрывные смеси.